# Carme LXXII
Il Carme 72 di Catullo è il terzo componimento degli Epigrammi del liber catulliano.
Lesbia, nec prae me velle tenere Iovem.
Dilexi tum te non tantum ut vulgus amicam,
sed pater ut gnatos diligit et generos. 
Nunc te cognovi: quare etsi impensius uror,
multo mi tamen es vilior et levior.
Qui potis est? inquis, quod amantem inuria talis
Cogit amare magis, sed bene velle minus.»
A quel tempo ti amavo, non come la gente un'amante,
ma come un padre i suoi figli, ama i generi.
Adesso so chi sei: perciò, anche se brucio di fiamma più ardente,
sei per me molto più vile e spregevole.
“Com’è possibile?”, dici. Perché un’offesa del genere
impone l’amante ad amare di più, ma a voler bene di meno.»
(Catullo, Liber, Carme 72)
In questo componimento l'autore esprime il proprio dissidio interiore dovuto alla consapevolezza dei tradimenti dell'amata Lesbia, che da una parte aumentano il suo desiderio carnale nei confronti della donna, dall'altra fanno calare in lui la stima per la stessa. Queste due emozioni sono chiamate da Catullo, con un'espressione famosa, amare e bene velle ("amare", in senso passionale, e "voler bene", nel senso dell'affetto e della stima reciproca).

## Analisi
Il carme è composto da quattro distici elegiaci. Con una visione complessiva si notano forti antitesi e contraddizioni, oltre che nella celebre espressione finale, anche sul piano temporale. 
Nei primi due distici (vv. 1-4) Catullo ricorda con amarezza, sottolineando le espressioni al passato con verbi all'imperfetto e al perfetto e con avverbi come "un tempo" e "allora", l'amore che gli dimostrava Lesbia, che affermava di preferirlo a Giove stesso. L'autore rievoca quel tempo, in cui amava la donna non come un'amante, ma "come il padre ama i figli ed i generi".
Con il passaggio ai secondi due distici (vv. 5-8), invece, l'atmosfera cambia: per prima cosa viene segnalato il passaggio nel tempo (il verso 5 inizia con "ora") e viene descritta la mutazione nel sentimento di Catullo, che diventa molto più leggero benché permanga la passione amorosa. Al verso 7, con una domanda retorica rivolta forse a sé stesso, forse ad un interlocutore ideale o forse a Lesbia stessa, l'autore chiede come questa contraddizione possa avvenire, e nella risposta afferma che è quest'"iniuria" (termine tratto dal linguaggio giuridico) a provocare tale scissione nelle componenti dell'amore, il desiderio carnale (l'amare) e l'affetto serio e duraturo (il bene velle).